# Grabówie
Grabówie (do 2008 Grabowie) – wieś w Polsce położona w województwie łódzkim, w powiecie łaskim, w gminie Widawa. Do 2007 roku używano także nazwy Grabowie.
W latach 1975–1998 miejscowość administracyjnie należała do województwa sieradzkiego.